# Сунтар-Хаята
Сунта́р-Хаята́ (на руски: Сунтар-Хаята) е планинска система в Източен Сибир, разположена в източната част на Якутия и в крайната северна част на Хабаровски край в Русия.
Простира се от северозапад на югоизток на протежение от 450 km. На север и североизток граничи с Елгинското плато и Оймяконската планинска земя, а на юг – със Скалистия хребет и Юдомо-Майската планинска земя. На североизток, в района на изворите на река Индигирка се свързва с южната част на Халканския хребет, а на изток – с крайната западна част на Колимската планинска земя. Максимална височина връх Мус-Хая 1959 m (62°36′20″ с. ш. 140°56′28″ и. д. / 62.605556° с. ш. 140.941111° и. д.), разположен в централната ѝ част, в изворната област на река Юдома, на територията на Якутия. Друг неин връх, Берил (2933 m), разположен на около 30 km южно от Мус-Хая е най-високата точка в Хабаровски край.
Хребетът е съставен от ефузивни гранити. Характеризира се с високопланински релеф и ледници с обща площ 204 km². Слоевете на това географско образувание датират от късната юра и тук са намирани скелети на динозаври.
Сунтар-Хаята е вододел на реките Алдан и Индигирка и реките от басейна на Охотско море. От североизточните ѝ склонове водят началото реки леви притоци на Индигирка – Туора-Юрях (лява съставяща), Куйдусун, Кюенте със съставящите я Сунтар и Агаякан. По югозападните ѝ склонове се спускат реки десни притоци на Алдан – Томпо с Менкюле, Източна Хандига, Тири и Юдома (десен приток на Мая, десен приток на Алдан). От южните и югоизточните ѝ склонове извират реките Охота с Делкю-Охотская, Кухтуй, Улбея и няколко десни притоци на Иня, вливащи се в Охотско море. В хребета се намират най-южните ледници в Далечния Изток на Русия, извън Камчатка.
Растителността е представена от редки гори от лиственица, заменящи се нагоре с планинска тундра.